# Mérida AD
Mérida AD  is een Spaanse voetbalclub uit Mérida (Extremadura) en die sinds seizoen 2015-2016 uitkomt in de Segunda División B.  Deze ploeg nam vanaf het seizoen 2013-2014 de plaats in van het failliete Mérida UD en kwam zo in de Tercera División .
Het eerste seizoen, de campagne 2013-2014, werd met een derde plaats in de Tercera División afgesloten.  Tijdens de eerste ronden van de daaropvolgende play off werden achtereenvolgens Real Ávila CF en Centro Municipal De Deportes San Juan uitgeschakeld, maar in de derde ronde zou UP Langreo te sterk blijken waardoor de promotie niet afgedwongen kon worden. 
Het daaropvolgend seizoen 2014-2015, werd als kampioen in de Tercera División afgesloten.  Tijdens de play off van de kampioenen werd SD Laredo uitgeschakeld en werd zo de promotie naar de Segunda División B afgedwongen. 
Tijdens het overgangsjaar 2020-2021 van de Segunda División B zou de ploeg een plaatsje kunnen afdwingen in de nieuw opgerichte Segunda División RFEF.  Tijdens het seizoen 2021-2022 werd de ploeg vice-kampioen en kon zich zo plaatsen voor de eindronde.  Eerst werd CD Palencia Cristo Atlético met 2-1 uitgeschakeld en in de finale werd met 2-0 na verlengingen gewonnen van CD Teruel. Zo speelt de ploeg vanaf seizoen 2022-2023 op het derde niveau van het Spaans voetbal, de Primera División RFEF.

## Overzicht
| Seizoen | Competitie            | Positie                | Resultaat                                   | Beker deelname |
| ------- | --------------------- | ---------------------- | ------------------------------------------- | -------------- |
| 2013/14 | Tercera División      | 3de plaats             | Uitgeschakeld 2° ronde play off, behoud     | Nee            |
| 2014/15 | Tercera División      | Kampioen               | Promotie                                    | Nee            |
| 2015/16 | Segunda División B    | 8ste plaats            | Behoud                                      | Eerste ronde   |
| 2016/17 | Segunda División B    | 5de plaats             | Behoud                                      | Nee            |
| 2017/18 | Segunda División B    | 16de plaats            | Degradatie na play down                     | Tweede ronde   |
| 2018/19 | Tercera División      | Kampioen               | Promotie                                    | Nee            |
| 2019/20 | Segunda División B    | 19de plaats            | Behoud, geen degradatie door Coronapandemie |                |
| 2020/21 | Segunda División B    | 6de plaats/ 4de plaats |                                             |                |
| 2021/22 | Segunda División RFEF | 2de plaats             | Eindronde, promotie                         |                |
| 2022/23 | Primera División RFEF | 8ste plaats            |                                             | Tweede ronde   |
| 2023/24 | Primera División RFEF | 12de plaats            |                                             |                |
| 2024/25 | Primera División RFEF | 4de plaats             |                                             |                |

Grupo 1:
Amorebieta .
Andorra .
Arenteiro ·
Barakaldo . 
FC Barcelona Atlètic ·
Bilbao Athletic .
Celta B ·
Irun ·
Cultural Leonesa ·
Lugo ·
Osasuna B ·
Ourense CF .
Ponferrada ·
Segovia .
Sestao River ·
Real Sociedad B ·
Tarragona ·
Tarazona ·
Salamanca .
Zamora CF

Grupo 2:
Alcorcón .
Alcoyano ·
Algeciras ·
Antequera ·
Atlético Madrid B ·
Atlético Sanluqueño ·
Real Betis B .
Ceuta ·
Fuenlabrada ·
Hércules Alicante .
Ibiza ·
Intercity ·
Marbella ·
Mérida ·
Murcia ·
Real Madrid Castilla ·
Recreativo Huelva ·
FC Sevilla B .
Villarreal B .
Yecla